# Centro de Ciências Jurídicas e Econômicas da Universidade Federal do Rio de Janeiro
O Centro de Ciências Jurídicas e Econômicas (CCJE) da Universidade Federal do Rio de Janeiro (UFRJ) compõe unidades de ensino, pesquisa e extensão desta universidade. É composto por quatro unidades e dois órgãos suplementares.

## Unidades
- Faculdade de Administração e Ciências Contábeis (FACC)
- Faculdade de Direito (FND)
- Instituto de Economia (IE)
- Instituto de Relações Internacionais e Defesa (IRID)[2]

## Órgãos suplementares
- Instituto de Pesquisa e Planejamento Urbano e Regional (IPPUR)
- Instituto de Pós-Graduação e Pesquisa em Administração (COPPEAD)